# D.R.U.G.S. (альбом)
D.R.U.G.S.  — первый полноформатный студийный альбом американской рок-группы Destroy Rebuild Until God Shows, выпущен 22 февраля 2011 года под лейблами Decaydance и Sire Records. В подарочное издание альбома входят два видеоклипа на песни «If You Think This Song Is About You, It Probably Is» и «Documentary». При покупке альбома через ITunes Store в дополнение к нему идет песня «A Little Kiss and Tell».
Песня Graveyard Dancing позднее была включена в саундтрек к фильму «Трансформеры 3: Тёмная сторона Луны», однако не была использована в нём. 

## Список композиций
Слова и музыка всех песен — Destroy Rebuild Until God Shows.
| №                   | Название                                              | Длительность |
| ------------------- | ----------------------------------------------------- | ------------ |
| 1.                  | «If You Think This Song Is About You, It Probably Is» | 2:31         |
| 2.                  | «The Only Thing You Talk About»                       | 3:20         |
| 3.                  | «Graveyard Dancing»                                   | 2:59         |
| 4.                  | «Mr. Owl Ate My Metal Worm»                           | 3:26         |
| 5.                  | «Sex Life»                                            | 3:30         |
| 6.                  | «Laminated E.T. Animal»                               | 3:32         |
| 7.                  | «Stop Reading, Start Doing Pushups»                   | 2:32         |
| 8.                  | «I'm the Rehab, You're the Drugs»                     | 4:04         |
| 9.                  | «I'm Here to Take the Sky»                            | 3:53         |
| 10.                 | «The Hangman»                                         | 3:50         |
| 11.                 | «My Swagger Has a First Name»                         | 7:48         |
| Общая длительность: | Общая длительность:                                   | 37:40        |

## Видеоклипы
| Год  | Название                                              |
| ---- | ----------------------------------------------------- |
| 2010 | «If You Think This Song Is About You, It Probably Is» |
| 2011 | «My Swagger Has a First Name»                         |
| 2011 | «Sex Life»                                            |

## Участники записи
Destroy Rebuild Until God Shows
- Крейг Овенс — вокал
- Мэт Гуд — соло-гитара, клавишные, синтезатор, программирование, бэк-вокал
- Ник Мартин — ритм-гитара, бэк-вокал
- Адам Рассел — бас-гитара, бэк-вокал
- Аарон Стёрн — ударные

Приглашённые музыканты
- Брэндон Пэдок — программирование
- Джон Фельдман — программирование, бас-гитара, вокал